# Aimone, Duque de Aosta
Tomislau II (Turim, 9 de março de 1900 – Buenos Aires, 29 de janeiro de 1948), foi o Rei da Croácia desde a sua proclamação em 18 de maio de 1941 até sua abdicação em 18 de julho de 1943. Era por nascimento um príncipe italiano do ramo Aosta da Casa de Saboia, e membro da família real italiana.

## Início de vida
O segundo filho do príncipe Emanuel Felisberto, Duque de Aosta, foi criado Duque de Espoleto em 1904, e herdou o título de Duque de Aosta em 1942, após a morte de seu irmão mais velho, o príncipe Amadeo. Foi oficial da Marinha Real Italiana.

## Reinado
Segundo filho do príncipe Emanuel Felisberto, Duque de Aosta, foi-lhe concedido o título de Duque de Espoleto em 22 de setembro de 1904. Ele herdou o título de Duque de Aosta em 3 de março de 1942, após a morte de seu irmão Amedeo, em um acampamento de prisioneiros de guerra britânico em Nairóbi.
Em 18 de maio de 1941, foi nomeado por seu primo, o rei Victor Emmanuel III da Itália para assumir a realeza do Estado Independente da Croácia (NDH), um Estado fantoche alemão na Iugoslávia ocupada. Ele aceitou formalmente, mas se recusou a assumir a realeza em oposição à anexação italiana da região da Dalmácia, e, portanto, é referido em algumas fontes como rei designado. Não obstante, muitas fontes se referem a ele como Tomislav II, rei da Croácia (nome do rei croata medieval Tomislau I) e do chefe nominal do NDH durante seus dois primeiros anos (1941–1943). Ele renunciou ao trono em 31 de julho de 1943,  formalmente renunciando todos os direitos de seu título croata em 12 de outubro de 1943, um mês depois da capitulação italiana.

## Casamento
Após um breve relacionamento com a infanta Beatriz da Espanha, filha do rei Afonso XIII, Aimone casou-se em 1 de julho de 1939 na Igreja de Santa Maria del Fiore, em Florença, com a princesa Irene da Grécia e Dinamarca, filha do rei Constantino I da Grécia e da princesa Sofia da Prússia. O casal teve um filho, Amadeo.

## Descendência
- Amedeo de Saboia, Duque de Aosta, casou-se primeiro em 22 de julho de 1964, na Quinta de D. Dinis em São Pedro de Penaferrim, com a princesa Cláudia de Orléans, filha do pretendente ao trono francês Henrique, Conde de Paris e da princesa Isabel de Orléans e Bragança, com descedencia. Casou-se pela segunda vez com Sílvia, Marquesa de Paterno Spedalotto. Sem descendencia.

## Títulos e honrarias

### Títulos e estilos
- 9 de março de 1900 – 22 de setembro de 1904: Sua Alteza Real, o Príncipe Aimone de Saboia-Aosta
- 22 de setembro de 1904 – 18 de maio de 1941: Sua Alteza Real, o Duque de Espoleto
- 18 de maio de 1941 – 31 de julho de 1943: Sua Majestade, o Rei da Croácia
  - 3 de março de 1942: Duque de Aosta
- 31 de julho de 1943 – 29 de janeiro de 1948: Sua Alteza Real, o Duque de Aosta e Espoleto

### Honrarias nacionais
- Estado Independente da Croácia: Cavaleiro Soberano Comandante da Ordem Militar do Trefólio de Ferro
- Estado Independente da Croácia: Cavaleiro Soberano Grã-Cruz da Ordem da Coroa do Rei Zvonimir
- Estado Independente da Croácia: Destinatário Soberano da Madalha d Coroa do Rei Zvonimir
- Itália: Cavaleiro Grande Colar da Ordem Suprema da Santíssima Anunciação[20][21]
- Itália: Cavaleiro Grande Colar da Ordem dos Santos Maurício e Lázaro
- Itália: Cavaleiro Grande Colar da Ordem da Coroa da Itália
- Itália: Cavaleiro Grande Colar da Ordem Militar de Saboia
- Itália: Cavaleiro da Decoração Civil de Saboia
- Itália: Destinatário da Medalha de Prata de Valor Militar
- Itália: Destinatário da Medalha de Bronze de Valor Militar
- Itália: Destinatário da Medalha de Valor Militar
- Itália: Destinatário da Medalha de Honra Para Navegação Marítima de Longa Data
  -  Soberana Ordem Militar de Malta: Oficial de Justiça e Cavaleiro Grã-Cruz de Justiça da Soberana Ordem Militar de Malta, 1° Classe

### Estrangeiras
- Espanha: Cavaleiro Grã-Cruz da Ordem de Carlos III[22]
- Grécia: Cavaleiro Grã-Cruz da Ordem do Redentor[21]
- Irã: Cavaleiro Grande Cordão da Ordem de Pahlavi[23]
- Romênia: Cavaleiro Grã-Cruz com Colar da Ordem de Carlos I[21]
- Reino Unido: Destinatário da Medalha da Vitória